# Szampan (singel)
Szampan – pierwszy singel polskiej piosenkarki Sanah z jej debiutanckiego albumu studyjnego, zatytułowanego Królowa dram. Singel został wydany 3 stycznia 2020. Utwór napisali i skomponowali Zuzanna Jurczak, Magdalena Wójcik i Jakub Galiński.
Piosenka była nominowana do nagrody polskiego przemysłu fonograficznego Fryderyka w kategoriach: „utwór roku” i „teledysk roku”.
Kompozycja znalazła się na 1. miejscu listy AirPlay – Top, najczęściej odtwarzanych utworów w polskich rozgłośniach radiowych. Nagranie otrzymało w Polsce status diamentowego singla, przekraczając liczbę 100 tysięcy sprzedanych kopii.

## Geneza utworu i historia wydania
Utwór napisali i skomponowali Zuzanna Jurczak, Magdalena Wójcik i Jakub Galiński, który również odpowiada za produkcję piosenki.
Singel ukazał się w formacie digital download 3 stycznia 2020 w Polsce za pośrednictwem wytwórni płytowej Magic Records w dystrybucji Universal Music Polska. Piosenka została umieszczona na debiutanckim albumie studyjnym Sanah – Królowa dram.
Pod koniec stycznia 2020 wykonała piosenkę na żywo w ramach koncertu „Live Session” radia Muzo.fm. 9 kwietnia zaśpiewała utwór podczas transmisji w serwisie społecznościowym Facebook. Na początku grudnia wystąpiła z singlem w finale 11. edycji The Voice of Poland.
Singel znalazł się w grupie trzydziestu polskich propozycji, spośród których polski oddział stowarzyszenia OGAE wyłaniał reprezentanta kraju na potrzeby plebiscytu OGAE Song Contest 2020. Zdobywając 270 punktów, kompozycja zajęła drugie miejsce w polskich selekcjach.
W marcu 2021 singel uzyskał nominację do nagrody polskiego przemysłu fonograficznego Fryderyka w kategoriach: „utwór roku” i „teledysk roku”.
Utwór znalazł się na kilkunastu polskich składankach m.in. Bravo Hits: Wiosna 2020 (wydana 13 marca 2020), RMF Polskie Przeboje 2020 (wydana 29 maja 2020) i Bravo Hits: Lato 2020 (wydana 19 czerwca 2020).

## „Szampan” w stacjach radiowych
Nagranie było notowane na 1. miejscu w zestawieniu AirPlay – Top, najczęściej odtwarzanych utworów w polskich rozgłośniach radiowych.

## Teledysk
Do utworu powstał teledysk zrealizowany przez The Dreams Studio, który udostępniono w dniu premiery singla za pośrednictwem serwisu YouTube. 31 sierpnia 2024 roku teledysk do tej piosenki osiągnął 100 milionów wyświetleń.

## Wykorzystanie utworu
We wrześniu 2020 fragment kompozycji wykorzystany został w reklamie SmartDom Cyfrowego Polsatu, nagranej z udziałem Sanah.

## Lista utworów
- Digital download[2]

1. „Szampan” – 3:20

## Notowania
| Kraj   | Lista (2020)      | Najwyższa pozycja |
| ------ | ----------------- | ----------------- |
| Polska | AirPlay – Top     | 1                 |
| Polska | AirPlay – Nowości | 2                 |

| Kraj   | Lista (2020)  | Pozycja |
| ------ | ------------- | ------- |
| Polska | AirPlay – Top | 2       |

## Certyfikaty
| Kraj          | Certyfikat       | Sprzedaż |
| ------------- | ---------------- | -------- |
| Polska (ZPAV) | diamentowa płyta | 100 000+ |

## Wyróżnienia
| Rok  | Konkurs                                    | Kategoria                                                                                                   | Rezultat              |
| ---- | ------------------------------------------ | --- | --------------------- |
| 2020 | TOP 100 Airplay                            | 100 najczęściej odtwarzanych utworów w 1. półroczu 2020                                                     | 1. miejsce            |
| 2020 | Top 50 Poplisty RMF FM Przebój roku RMF FM | 50 najczęściej notowanych utworów na Popliście w 2020 100 najlepszych utworów 2020 roku wg słuchaczy RMF FM | 5. miejsce 1. miejsce |
| 2020 | Gorąca 100 Radia Eska                      | 100 najlepszych utworów 2020 roku wg słuchaczy Radia Eska                                                   | 1. miejsce            |
| 2020 | MuzoTOP 2020                               | 100 najczęściej notowanych utworów na MuzoTOP w 2020                                                        | 9. miejsce            |
| 2020 | Top utwory 2020                            | 100 najczęściej słuchanych utworów w Polsce w 2020 roku na Spotify                                          | 7. miejsce            |
| 2020 | Top 10 teledysków                          | 10 najczęściej odtwarzanych teledysków w Polsce według Vevo                                                 | 1. miejsce            |
| 2021 | Bestsellery Empiku 2020                    | Streaming                                                                                                   | Nominacja             |
| 2021 | Fryderyki 2021                             | Utwór roku                                                                                                  | Nominacja             |
| 2021 | Fryderyki 2021                             | Teledysk roku                                                                                               | Nominacja             |